# Belgrade (Namen)
Belgrade is een deelgemeente van de Waalse hoofdstad Namen in België. De plaats werd in 1897 opgericht als gemeente door afscheiding van Flawinne en bleef zelfstandig tot ze bij Namen gevoegd werd bij de gemeentelijke herindeling van 1977. De naam Belgrade (Frans voor: Belgrado) gaat terug op het jaar 1718 toen Belgrado terugveroverd werd op de Turken door het huis Habsburg, waarvan het graafschap Namen afhing.

## Ligging
Belgrade ligt ten westen van het Naamse stadscentrum, en is vergroeid met de stad juist ten noorden van de rivier de Samber en de spoorlijn naar Charleroi. Het grenst ten noorden aan Saint-Servais, ten oosten aan Suarlée en ten zuiden aan Flawinne.

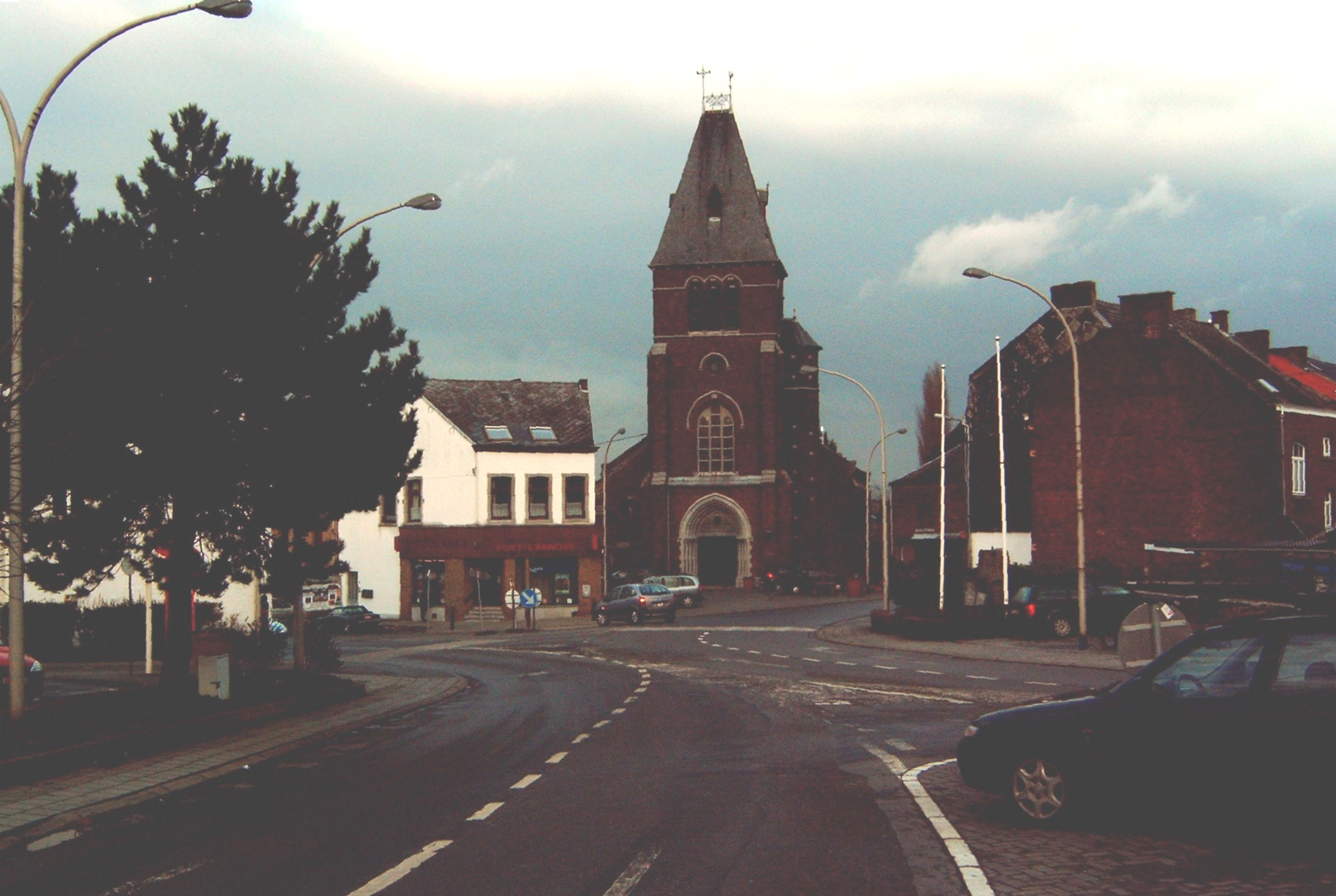
Centrum van Belgrade met de kerk Saint-Joseph

## Demografische ontwikkeling
- Bronnen:NIS, Opm:1831 tot en met 1970=volkstellingen, 1976= inwoneraantal op 31 december

## Bedrijvigheid
Belgrade is een echte woonkern met grote supermarkten aan de rand, enkele scholen, sporthallen, een rusthuis ("Le Fontiloy") en een klein winkelcentrum bij de centraal gelegen kerk “Saint-Joseph” uit 1901. Industriële bedrijvigheid is er niet. Wel bevindt zich aan de Chemin de la Plaine het provinciale station van de DIV, de Direction pour l'Immatriculation des Véhicules, de Dienst voor Inschrijvingen van Voertuigen. Aan het eind van deze weg ligt de kazerne van het 8e Bataljon Logistiek van het Belgische leger.

## Begraafplaats

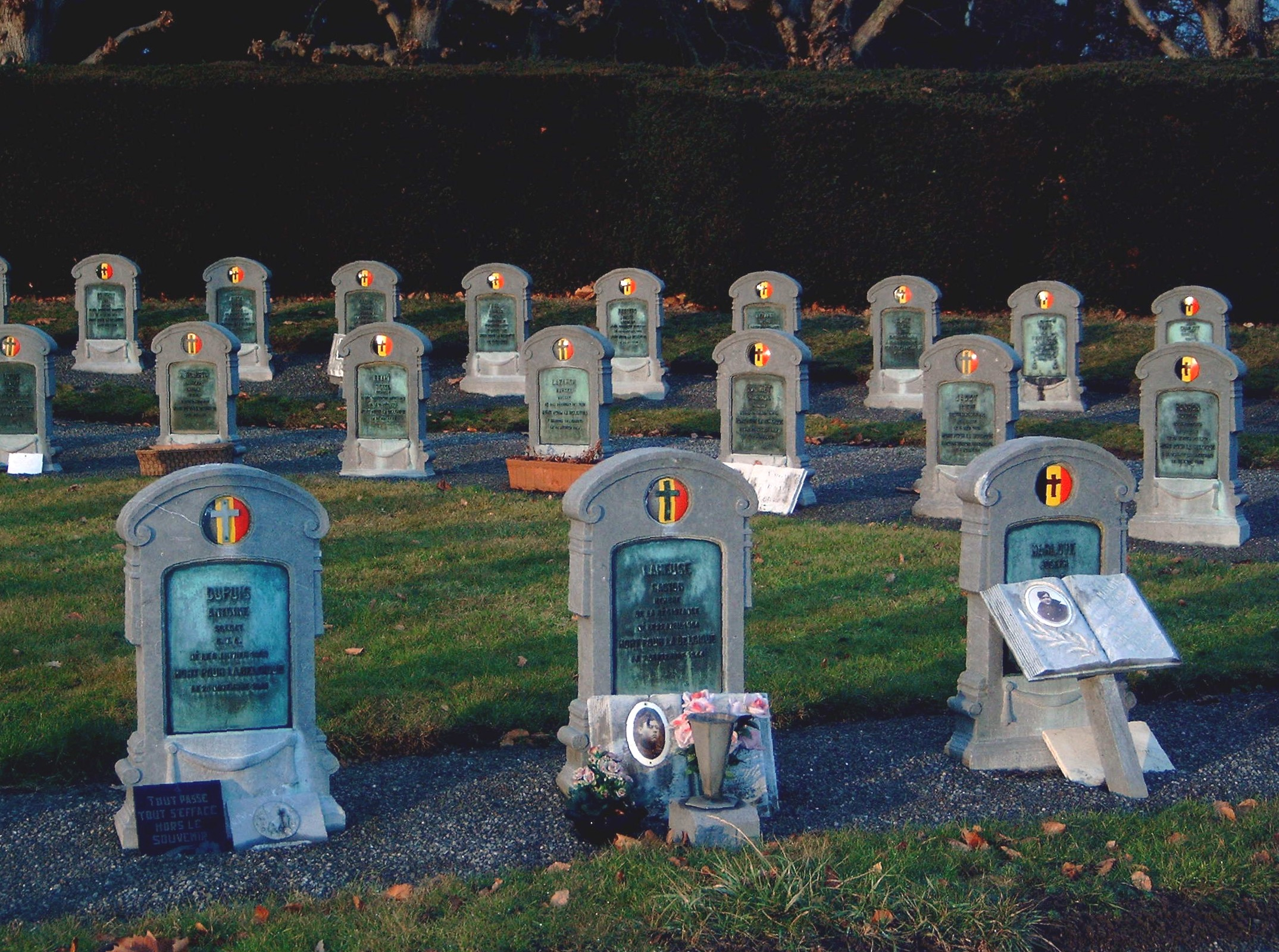
Deel van het militaire gedeelte van de begraafplaats in Belgrade

Op het grondgebied van Belgrade ligt aan de Chaussée de Waterloo de grootste begraafplaats van Namen, gecreëerd in 1864 en 11 ha groot. Men vindt hier de graven van lokale grootheden als François Bovesse, de componist Nicolas Bosret maar ook de familie van de kunstenaar Félicien Rops. Een deel van het terrein is ingericht als militaire begraafplaats, met een crypte van 5 meter diep. Daar ligt onder meer de Britse verpleegkundige Elsie Gladstone begraven.

## Folklore
- Belgrade was vroeger een populaire wandelbestemming. In de Rue Deneumoustier bevond zich een waterpomp, waar men elkaar ontmoette bij bier en taart. Aan dat gebruik herinnert nog het gezelschap Confrérie des Chevaliers de la tarte et de la pompe.
- Kermis: eerste weekend van mei, eerste weekend van september.

Deelgemeenten: Beez · Belgrade · Boninne · Bouge · Champion · Cognelée · Daussoulx · Dave · Erpent · Flawinne · Gelbressée · Jambes · Lives-sur-Meuse · Loyers · Malonne · Marche-les-Dames · Namen · Naninne · Rhisnes · Saint-Marc · Saint-Servais · Suarlée · Temploux · Vedrin · Wépion · Wierde

Overige plaatsen: Andoy · Bomel · Bossimé · Bricniot · Brumagne · Frizet · Grognon · Gros Buisson · Herbatte · La Plante · Limoy · Mosanville · Ronet · Salzinnes · Velaine · Wartet

Belgische gemeenten · arrondissement Namen · provincie Namen · Wallonië